# Jamesbrittenia macrantha
Jamesbrittenia macrantha är en flenörtsväxtart som först beskrevs av Leslie Edward Wastell Codd, och fick sitt nu gällande namn av O.M. Hilliard. Jamesbrittenia macrantha ingår i släktet Jamesbrittenia och familjen flenörtsväxter. Inga underarter finns listade i Catalogue of Life.